# 26. svibnja
26. svibnja (26. 5.) 146. je dan godine po gregorijanskom kalendaru (147. u prijestupnoj godini).
Do kraja godine ima još 219 dana.

## Događaji
- 1805. – Napoleon Bonaparte proglasio se kraljem Italije.
- 1806. – Napoleon Bonaparte okupirao je Dubrovačku Republiku.
- 1828. – U Nürnbergu je zatečen Kaspar Hauser, najslavniji slučaj divljeg djeteta.
- 1854. – Francuska i Velika Britanija okupirale su Grčku luku Pirej poslije objave blokade Grčke zbog pokušaja napada na Tursku.
- 1864. – Montana je postala savezna država u sklopu Sjedinjenih Američkih Država.
- 1865. – Predajom zadnje jedinice Konfederacije završio je Američki građanski rat.
- 1889. – Otvoreno je dizalo na Eiffelovu tornju.
- 1895. – Nikola II. postao je ruski car.
- 1923. – Održana je prva utrka "24 sata Le Manchea".
- 1942. – Vojska Trećeg Reicha počela je napredovanje prema Staljingradu i Kavkazu, što je bio uvod u Staljingradsku bitku, ključnu vojnu operaciju Drugog svjetskog rata.
- 1972. – U Moskvi je potpisan ugovor između SSSR-a i SAD-a o ograničenju strategijskog nuklearnog naoružanja.
- 1979. – Izrael je vratio Egiptu sinajsko središte El Aris, okupirano u ratu 1967.
- 1986. – Europska unija prihvatila zastavu s 12 zvjezdica.
- 1992. – Oslobođena Mokošica.[1]
- 2014. –  Održan je koncert pod nazivom "Hrvatska pomaže" za prikupljanje pomoći područjima uništenim u poplavama.[2]

| - 1822. – Edmond Goncourt, francuski književnik († 1896.) - 1832. – Dragutin Antun Parčić, hrvatski jezikoslovac († 1902.) - 1878. – Isadora Duncan, američka plesačica († 1927.) - 1907. – John Wayne, američki filmski glumac († 1979.) - 1912. – Balint Vujkov, hrvatski književnik († 1987.) - 1913. – Oto Šolc, hrvatski književnik († 1994.) - 1914. – Irmã Dulce, brazilska svetica († 1992.) - 1939. – Merab Kostava, gruzijski disident, glazbenik i pjesnik († 1989.) - 1946. – Brigitte Young, austrijska ekonomistica - 1948. – Stevie Nicks, američka pjevačica - 1962. – Miroslav Barbir Mimo, hrvatski glazbenik i kvizoman - 1973. – Jussi Sydänmaa, finski glazbenik (gitarist) - 1981. – Dino Drpić, hrvatski nogometaš | - 735. – Beda Časni, crkveni naučitelj i svetac (* oko 673.) - 1762. – Alexander Gottlieb Baumgarten, njemački filozof (* 1714.) - 1919. – Milan Amruš, hrvatski liječnik, političar i zagrebački gradonačelnik (* 1848.) - 1945. – Pavao Ivakić, hrvatski svećenik (* 1909.) - 1968. – Mate Garković, hrvatski biskup (* 1882.) - 1976. – Martin Heidegger, njemački filozof (* 1889.) - 1978. – Tamara Karsavina, ruska balerina (* 1885.) - 1984. – Slavko Macarol, hrvatski geodet, rektor Sveučilišta u Zagrebu (* 1914.) - 2002. – Ivo Maček, hrvatski pijanist i skladatelj (* 1914.) - 2010. – Sergej Forenbacher, hrvatski veterinar, akademik (* 1921.) |

## Blagdani i spomendani
- Nacionalni dan darivanja i presađivanja organa i tkiva u Hrvatskoj
- Dan državnosti u Gruziji
- Sveti Eleuterije i Filip Neri